# Caroline Charles-Hirsch
Caroline Charles-Hirsch, auch Karoline Charles-Hirsch, geborene Caroline Groyß (28. August 1848 in Wien – 3. März 1931 ebenda) war eine österreichische Theaterschauspielerin, Opernsängerin (Sopran) und Gesangspädagogin.

## Leben
Charles-Hirsch, die Tochter eines Beamten im k.k. österreichischen Handelsministerium, besuchte das Wiener Konservatorium. Nachdem sie dieses als preisgekrönte Schülerin verlassen hatte (ihre eigentliche Ausbildung übernahm Adele Passy-Cornet), betrat sie 1869 oder 1870

zum ersten Mal in Graz als Koloratursängerin die Bühne. Sie blieb dort ein Jahr, gastierte dann in Leipzig, 1871 in Pest und reiste noch im selben Jahr zu einem Gastspiel ans k.k. Hofoperntheater in Wien, wo sie als Königin der Nacht allgemeine Anerkennung fand.
1872 trat sie in den Verband des Theaters an der Wien, wo sie vor allem als Operettendarstellerin glänzte. So wirkte sie in den Uraufführungen der Straußschen Operetten Karneval in Rom (1. März 1873) und Die Fledermaus (5. April 1874) mit. Von 1875 bis 1876 war sie in Linz, von 1877 bis 1878 an der Komischen Oper Wien und ging 1878 ans Prager Landestheater. Bald danach nahm sie kein festes Engagement mehr an, sondern ging für mehr als ein Jahrzehnt auf Gastspielreisen.
Danach arbeitete sie als Gesangspädagogin und zog 1907 nach Wien, später erblindete sie.
Verheiratet ab 1873 war sie mit dem Schauspieler und Theaterintendanten Heinrich Hirsch (1840–1910).